# Портрет актёра
«Портрет актёра» — картина итальянского художника Доменико Фетти из собрания Государственного Эрмитажа.
На картине изображён пожилой мужчина в богатом камзоле с отложным кружевным воротником и чёрной полумаской Арлекина в руках.
Английский искусствовед Памела Эскью отмечает: «Впечатляющая сила характеристики и исполнения. Во многом это самый грандиозный и самый проницательный из всех портретов работы Фетти».

## Провенанс
Картина написана в 1621—1622 годах. В 1650-х годах принадлежала кардиналу Джулио Мазарини и в его каталоге числилась под названием «Арлекин, комедиант». В описи, составленной после смерти кардинала в 1661 году, он указан под номером 1266 с подписью: «Еще одна работа Фетти, изображающая актера, держащего маску». В течение XVIII века картина оказалась в коллекции известного банкира и мецената Пьера Кроза и позднее перешла к его племяннику Луи Антуану Кроза, барону де Тьеру (1700–1770); после смерти барона де Тьера картина, в составе всей его коллекции, была приобретена для российской императрицы Екатерины II в 1772 году. Выставляется в здании Нового Эрмитажа в зале 232.

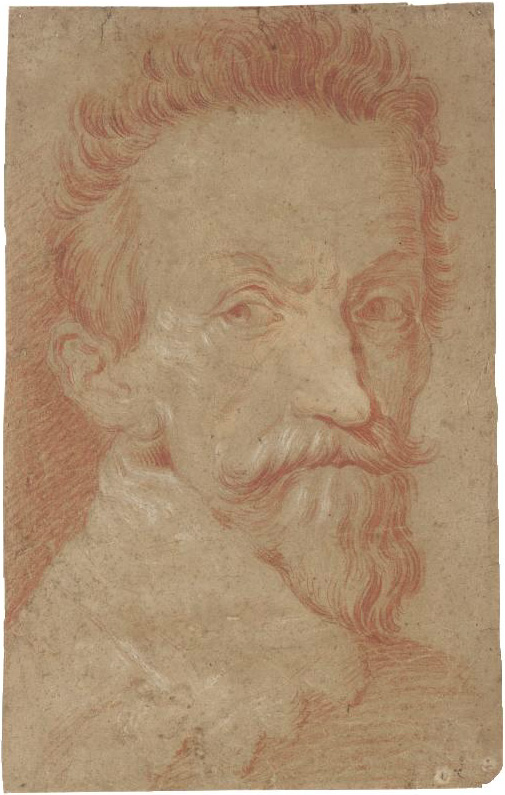
Рисунок Фетти, выставленный на аукционе Сотбис 24 января 2007 года, лот 37.

Известен набросок Фетти к данной картине, выполненный красным карандашом на бумаге и датируемый около 1620 года. Этот рисунок проходил на аукционе Sotheby’s 24 января 2007 года (лот 37), где был атрибутирован как «Портрет Франческо Андреини».

## Атрибуция персонажа
Личность человека на портрете не установлена, существует несколько версий о том, кто изображён.
В описи собрания Кроза он назван «комедиантом, известным своей службой у герцога Мантуанского», и с этой атрибуцией портрет значился в каталогах Эрмитажа вплоть до 1889 года, когда сочли, что на портрете изображён актёр мантуанской труппы Джованни Габриелли, который носил прозвище Зивель (Зивелло). Однако существует гравюра Агостино Карраччи, исполненная около 1599 года, с подписанным портретом этого актёра, и там было усмотрено как полное несовпадение как внешности, так и возраста; один из известных отпечатков этой гравюры находится в Художественной галерее Нового Южного Уэльса в Сиднее, Австралия.
В 1910 году главный хранитель картинной галереи Эрмитажа Э. К. Липгарт выдвинул версию, что на картине в виде актёра изображён герцог Фердинандо Гонзага, однако и это предположение не получило подтверждения.
В 1912 году был опубликован каталог коллекции Ле Муана, в котором был помещён пастельный рисунок Фрагонара, являющийся копией с картины, и там персонаж был назван актёром Тристано Мартинелли.
Ряд исследователей считает, что на картине изображён Франческо Андреини; с известным портретами Андреини имеется некоторое сходство, однако эта версия не согласуется с его биографическими данными: Андреини покинул мантуанскую труппу до 1620 года, а портрет написан в 1621—1622 годах, и он к этому времени был глубоким стариком.
В дальнейшем разными исследователями назывались и другие актёры, возможно послужившие моделью для картины, в том числе и Клаудио Монтеверде, но все эти версии были быстро отвергнуты.
Всеволожская считает что Тристано Мартинелли является наиболее вероятной моделью, основываясь при этом на его биографических данных: Мартинелли был самым известным и популярным актёром в Мантуанской труппе. Он умер в 1630 или 1631 году в возрасте 75 или 77 лет, соответственно, в момент написания портрета ему было 65–67 лет, что примерно соответствует возрасту изображённого человека. Документированных портретов Мартинелли не сохранилось, поэтому атрибуция картины так и остаётся гипотетической.

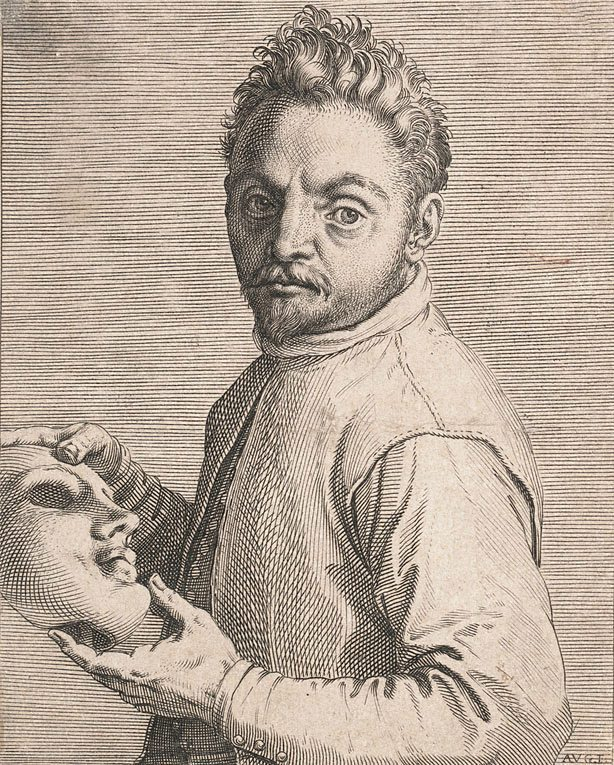
Агостино Карраччи. Портрет Джованни Габриелли. Гравюра, ок. 1599.
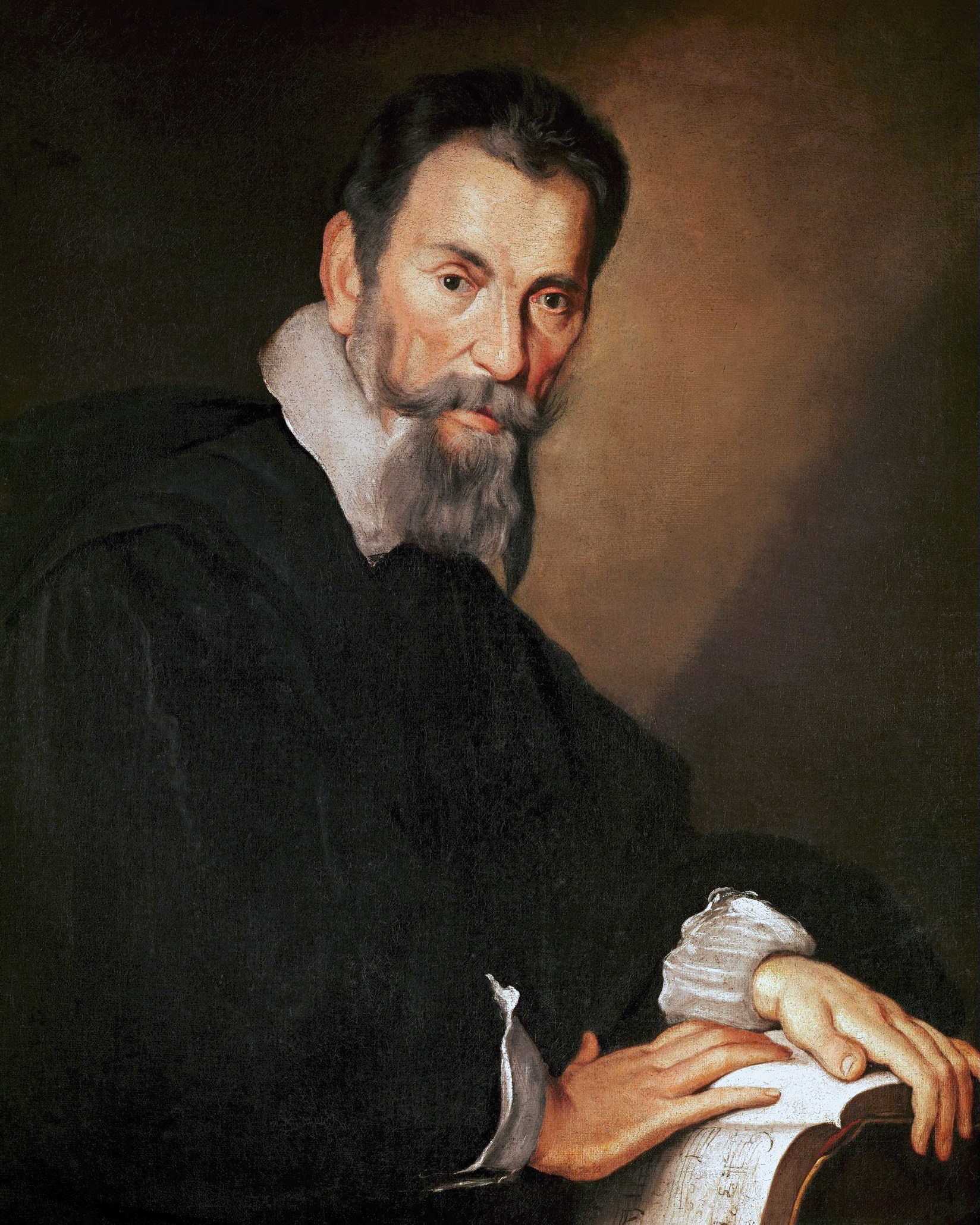
Бернардо Строцци. Портрет Клаудио Монтеверди. Холст, масло. Ок. 1630. Тирольский музей, Инсбрук.
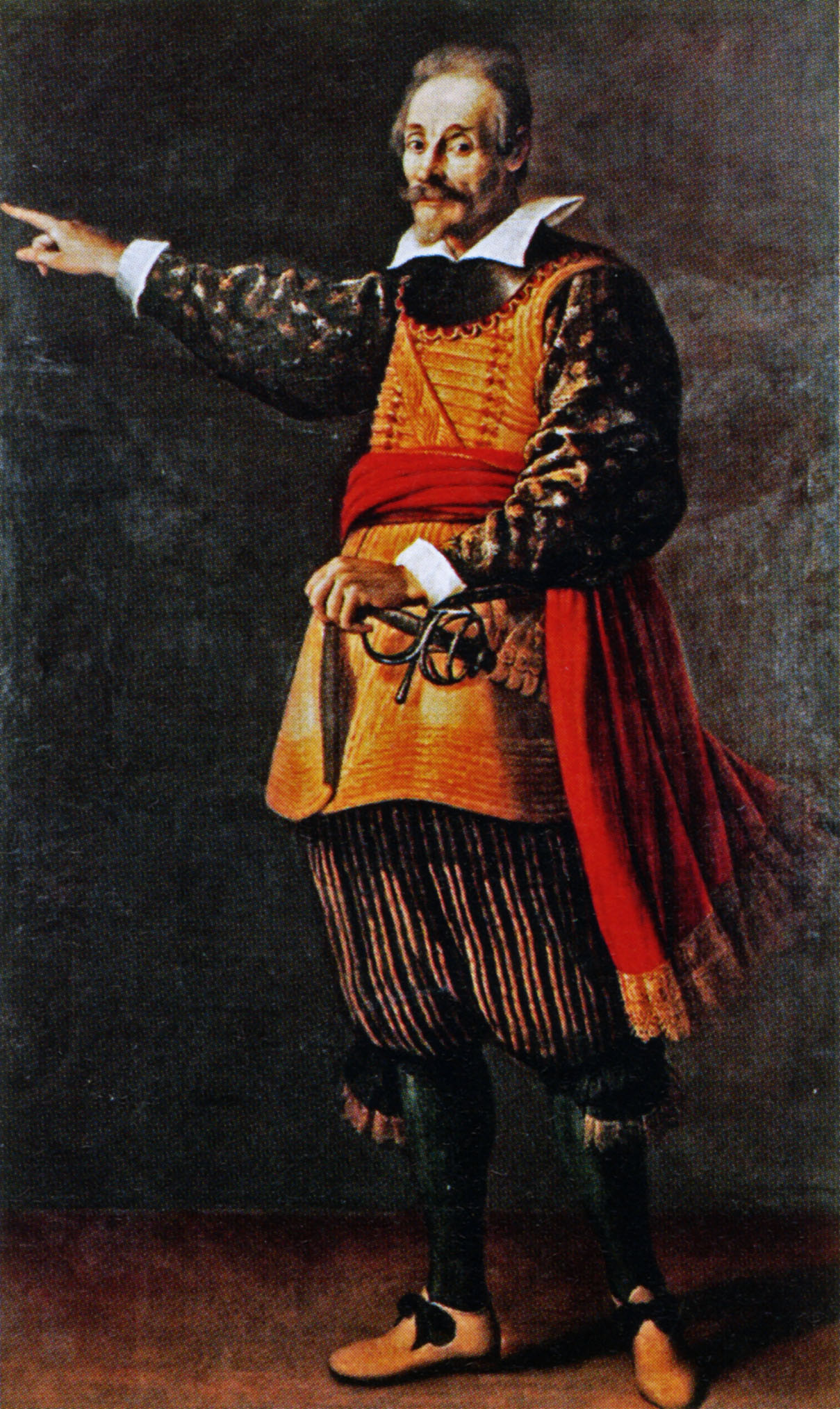
Неизвестный автор. Портрет Франческо Андреини в роли Капитана Спавенто. Между 1620 и 1625. Замок Вилландри.

## Копии и варианты картины

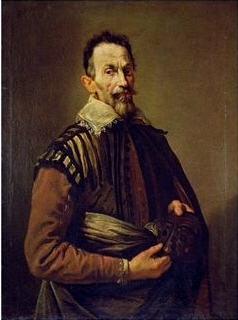
Римская копия Фетти из Галереи Академии в Венеции

Кроме пастельной копии Фрагонара известны ещё два варианта этого портрета. Один находится в Галерее Академии в Венеции, он считается копией эрмитажной картины, выполненной в Риме в XVII веке, и атрибутируется как портрет Франческо Андреини (холст, масло; 102 × 79 см). В Городской художественной галерее Манчестера находится небольшая картина с воспроизведением только головы актёра, картина атрибутирована Жану-Оноре Фрагонару и в Манчестере считают, что на ней изображён Тристано Мартинелли (холст, масло; 45,3 × 37,5 см). На художественном рынке также проходил набросок набросок Габриеля де Сент-Обена, сделанный с эрмитажного «Портрета актёра».

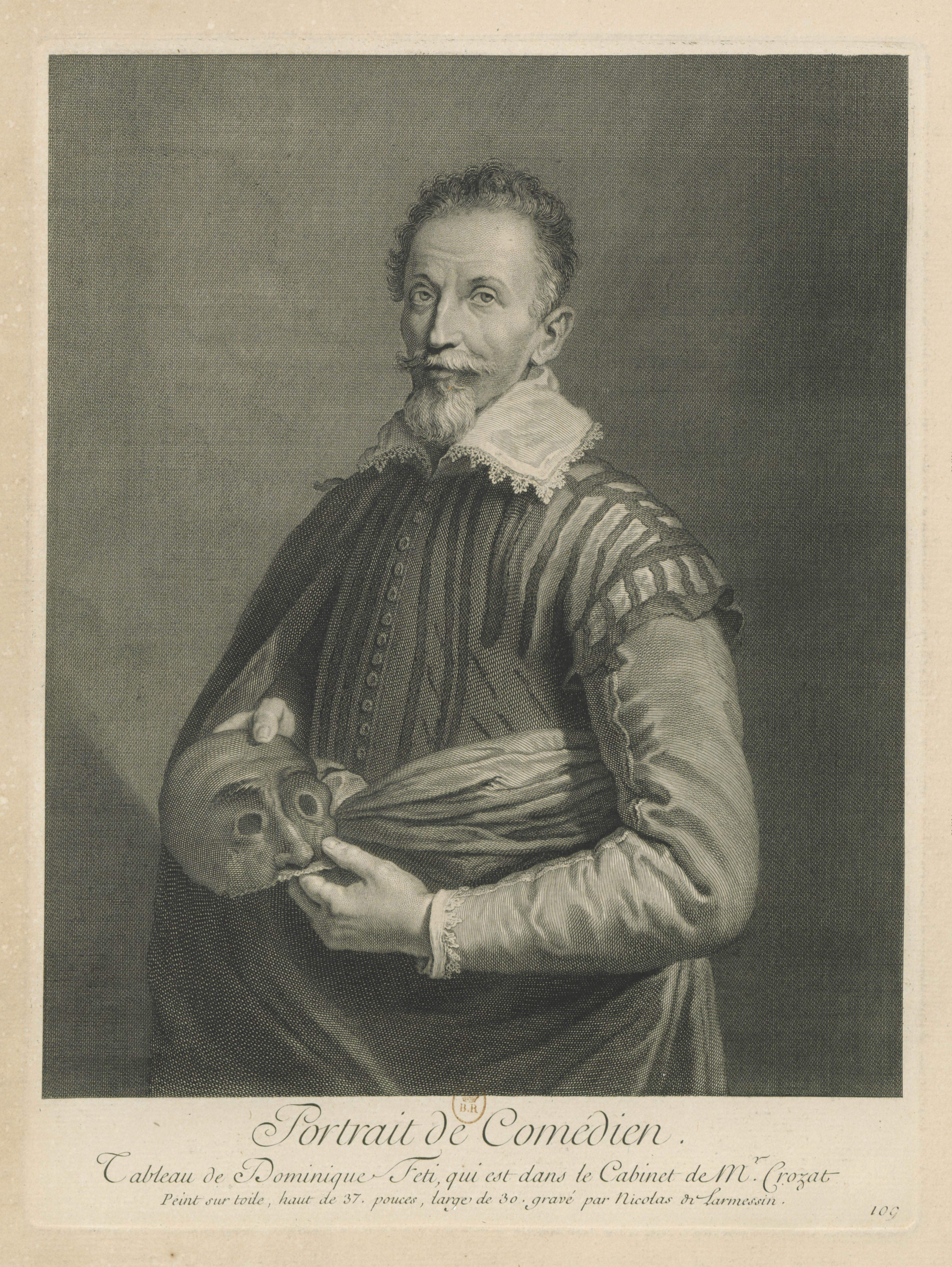
Гравюра Николя де Лармессена

В 1729 году французский гравёр Николя де Лармессен выполнил с картины офорт в зеркальном отображении, опубликованный как часть «Кабинета Кроза». Сохранившиеся отпечатки офорта имеются в Национальной библиотеке Франции и Британском музее; по версии хранителей Британского музея, на эрмитажном портрете изображён Франческо Андреини.